# Nobuhira Takanuki
Nobuhira Takanuki (japanisch 高貫 亘弘; * 9. Mai 1938 in Präfektur Kanagawa) ist ein ehemaliger japanischer Radrennfahrer.

## Sportliche Laufbahn
Takanuki war Bahnradsportler. Er war Teilnehmer der Olympischen Sommerspiele 1960 in Rom. 
In der Mannschaftsverfolgung schied der japanische Vierer mit Tetsuo Ōsawa, Kanji Kubomura, Nobuhira Takanuki und Katsuya Saitō in der Qualifikation aus.